# Xenodiplosis
Xenodiplosis är ett släkte av tvåvingar. Xenodiplosis ingår i familjen gallmyggor.
Kladogram enligt Catalogue of Life:
| Xenodiplosis | \| \| Xenodiplosis laeviusculi \| \| \| \| \| \| Xenodiplosis lonicerae \| \| \| \| |
|              | \| \| Xenodiplosis laeviusculi \| \| \| \| \| \| Xenodiplosis lonicerae \| \| \| \| |
|              | Xenodiplosis laeviusculi                                                            |
|              |                                                                                     |
|              | Xenodiplosis lonicerae                                                              |
|              |                                                                                     |